# 佐竹義章
佐竹 義章（さたけ よしあき、慶長6年（1601年） - 寛永21年（1644年）6月）は、江戸時代前期の武士。佐竹南家第4代当主。

## 概要
修理、淡路守、左衛門。佐竹南家第3代佐竹義種の嫡男。弟に早川宣直（早川氏祖）。室は渋江政光の娘。子に佐竹南家第5代義著、渋江隆光（渋江光久養子）、寿流姫（光聚院、久保田藩第2代藩主・佐竹義隆正室）。義章の3男・義里は、佐竹一族の義辰の子・孫太夫義全（よしさと）には男子がいなかったため、義全の長女と結婚。石塚家の養子となり、源一郎主殿と名乗った。
父の義種は、久保田藩初代藩主・佐竹義宣より8,900石を与えられ、湯沢城を居城をとした。元和5年（1619年）には領内の銀山で盗掘があったことを久保田城へ報じ、藩内での炭鉱を一時禁止させている。義章が湯沢城主を継いだ後、元和6年（1620年）の一国一城令により、城としては破却されたが、引き続き湯沢の地を治めた。